# The Fifth Commandment
The Fifth Commandment is een Amerikaanse actie-misdaadfilm uit 2008, geregisseerd door Jesse V. Johnson.

## Verhaal
Een relatie van twee stiefbroers wordt plotseling abrupt afgebroken. Jaren later verdient de ene zijn brood als huurmoordenaar (Rick Yune) en de ander als lijfwacht (Bokeem Woodbine). Als ze elkaar weer ontmoeten om hetzelfde doel, een popster (Dania Ramírez) beschermen/vermoorden besluit de huurmoordenaar zijn opdracht te weigeren volgens het vijfde gebod. Met deze keuze om haar ook te beschermen zal zijn leven echter niet meer veilig zijn.

## Rolverdeling
| Acteur          | Personage                  |
| --------------- | -------------------------- |
| Rick Yune       | Chance Templeton           |
| Dania Ramírez   | Angel                      |
| Keith David     | Max 'Coolbreeze' Templeton |
| Bokeem Woodbine | Miles Templeton            |
| Booboo Stewart  | Jonge Chance               |
| Roger Yuan      | Z                          |